# Буффонада

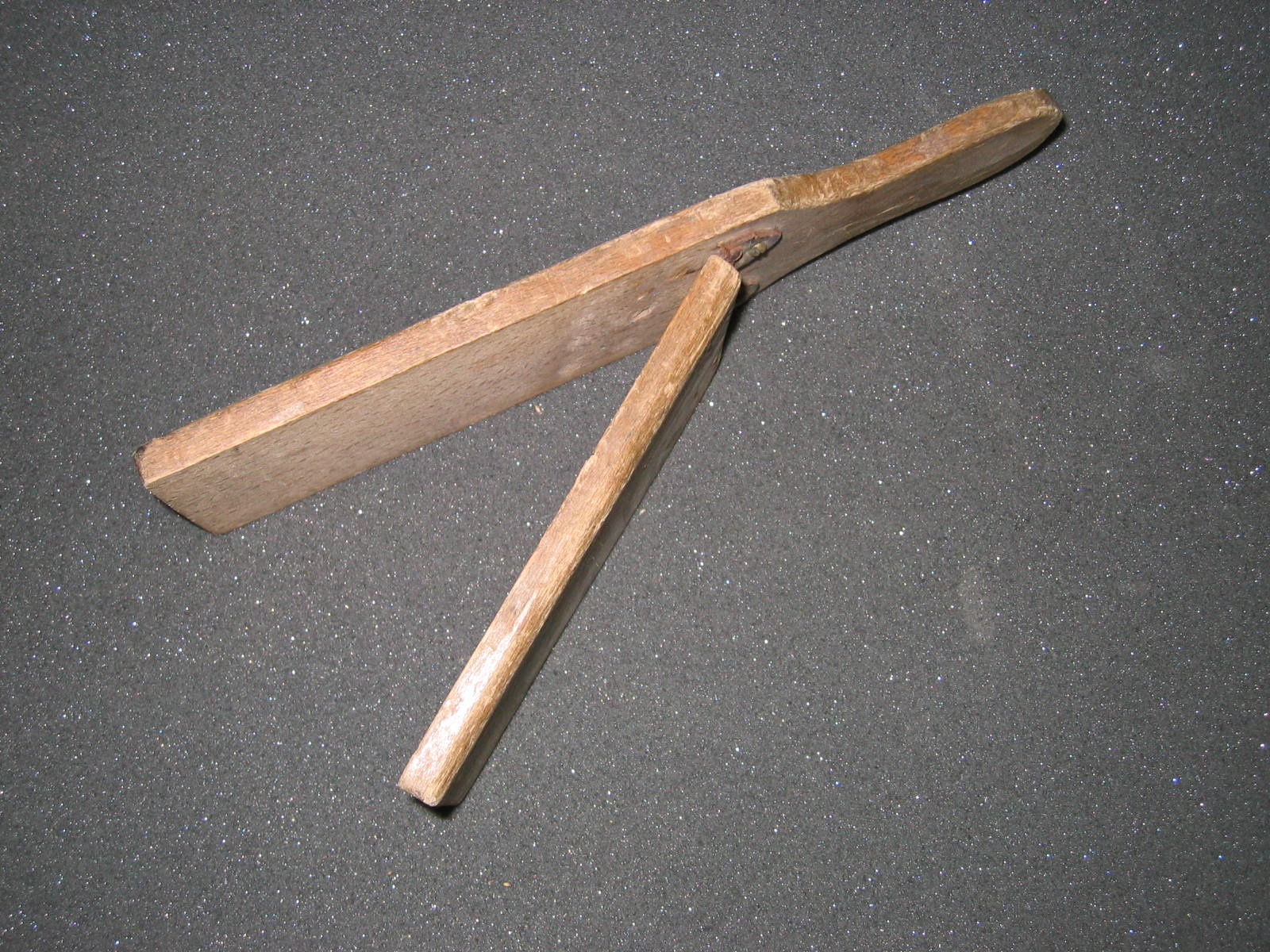
Хлопушка клоуна или мима

Буффона́да (от итал. buffonata — шутовство, паясничанье), или слапстик (от англ. slapstick — палка-хлопушка) — утрированно-комическая манера актёрской игры. Основана на резком преувеличении (гротеск), окарикатуривании действий, явлений, черт характера персонажа, благодаря чему создаётся сатирический эффект. Термин имеет также значение «комическое представление, сценка, построенная на приёмах народного, площадного театра».

## История
Традиции буффонады восходят к представлениям древнегреческих мимов и древнеримских ателлан, развиты в выступлениях средневековых бродячих артистов (в России — скоморохов и шутов), в спектаклях бродячих трупп итальянской комедии дель арте, арлекинадах, фарсах, представлениях европейских ярмарочных театров и балаганов XVIII—XIX вв. Затем буффонада проникла в драматургию — Гоцци, Гольдони, Мольер, Бомарше, в оперу — опера-буфф, комическая опера.
В сценическом искусстве России буффонада получает новые возможности воплощения в театре-кабаре, театре малых форм и театре сатиры, главным образом в 1910-х — 1920-х годах. В 1920-е годы буффонада также представлена в репертуаре русского театра в эмиграции.
Буффонада стала отдельным жанром итальянского кинематографа в середине 1960-х — начале 1970-х годов. Представляет собой, в основном, кино с элементами погони или любой другой быстрой игры, под музыку и в специально убыстрённом темпе. Персонажи таких фильмов обычно знакомятся «по пути», или же не успевают и вовсе познакомиться, и зачастую фарс представляет их общее кви-про-кво, когда оба персонажа говорят о разных вещах сами того не подозревая. Сюжет в фильмах такого рода обычно прост и разворачивается вокруг каких-либо нашумевших событий (свадьба, ограбление и т. п.) с характерной прямолинейностью, несмотря на якобы создающиеся «перипетии». Поздние фильмы-представители буффонады (1975 год и далее) также нередко внедряли закадровый смех в съёмку, что само по себе придавало кино некую театральную атмосферу.

## Буффонада в искусстве
Буффонада встречается не только в театральном, но и в других видах искусства. В частности, такой стиль, нацеленный, в основном, на детскую аудиторию, можно увидеть в мультфильмах типа «Том и Джерри», «Ну, погоди!» и др.

### Буффонада в цирке
В цирке используется буффонадный антре, комическая разговорная сценка, которая строится на столкновении контрастных характеров клоунов — пройдохи и хитреца Рыжего (слуги) и важного чопорного Белого (господина). Иногда в сценке принимают участие трио клоунов — двое Рыжих, один Белый и т. д. Амплуа Рыжего исторически восходит к итальянской маске Арлекина, Белого — к маске Педролино, трансформировавшегося в персонаж французского ярмарочного театра Пьеро. В цирковой буффонаде активно используются яркий гротесковый грим, утрированный костюм (короткие брюки, башмаки большого размера, трюковой реквизит — булавка величиной в трость, палка-хлопушка, взрывающиеся в руках предметы и т. д.).